# 匍匐鼠尾黄
匍匐鼠尾黄（学名：Rungia stolonifera）为爵床科孩儿草属的植物。分布于孟加拉国、印度以及中国大陆的云南等地，生长于海拔1,000米至2,600米的地区，目前尚未由人工引种栽培。